# Oczyszczalnia Ścieków „Czajka”
Oczyszczalnia Ścieków „Czajka” – oczyszczalnia ścieków w Warszawie, znajdująca się w dzielnicy Białołęka przy ul. Czajki 4/6. Zakład jest częścią Miejskiego Przedsiębiorstwa Wodociągów i Kanalizacji w m.st. Warszawie.

## Opis
Jest to największa oczyszczalnia ścieków w Polsce. Jest również jedną z:
- czterech oczyszczalni (obok oczyszczalni „Południe”, „Cyraneczka” i „Pruszków”) obsługujących Warszawę,
- czterech oczyszczalni (obok oczyszczalni „Południe”, „Pruszków” i „Dębe”) zarządzanych przez Miejskie Przedsiębiorstwo Wodociągów i Kanalizacji w m.st. Warszawie,
- trzech oczyszczalni (obok oczyszczalni „Południe” i „Cyraneczka”) znajdujących się w granicach administracyjnych Warszawy,
- dwóch oczyszczalni (obok oczyszczalni „Południe”) obsługujących aglomerację wodnoprawną Warszawa[3][4][5][6][7][8].

Zakład odbiera ścieki:
- z prawobrzeżnych dzielnic Warszawy (z wyłączeniem części dzielnicy Wesoła), a także z miast: Legionowo, Zielonka, Ząbki i Marki oraz z części gminy Jabłonna i części gminy Nieporęt,
- z północnych dzielnic lewobrzeżnych (oprócz dzielnicy Ursus): Bielan, Bemowa, Żoliborza, Woli, Śródmieścia, Ochoty, Włoch i części Mokotowa, a także z części gminy Izabelin[9].

Pierwszym etapem oczyszczania ścieków jest oczyszczanie mechaniczne. Ścieki trafiają na kraty, następnie do piaskowników i do osadników wstępnych. W drugim etapie są kierowane do basenów osadu czynnego. Tam usuwane są z nich azot i fosfor. Z basenów ścieki trafiają do osadników wtórnych, w których osad czynny oddzielany jest od ścieków, które następnie odprowadzane są do Wisły.

## Historia
Oczyszczalnia zaprojektowana została na początku lat 70. XX wieku. Budowa rozpoczęła się w 1976 w Czajkach, z terminem jej zakończenia w 1982. Według pierwotnych planów oczyszczalnia miała obsługiwać prawobrzeżną część miasta.

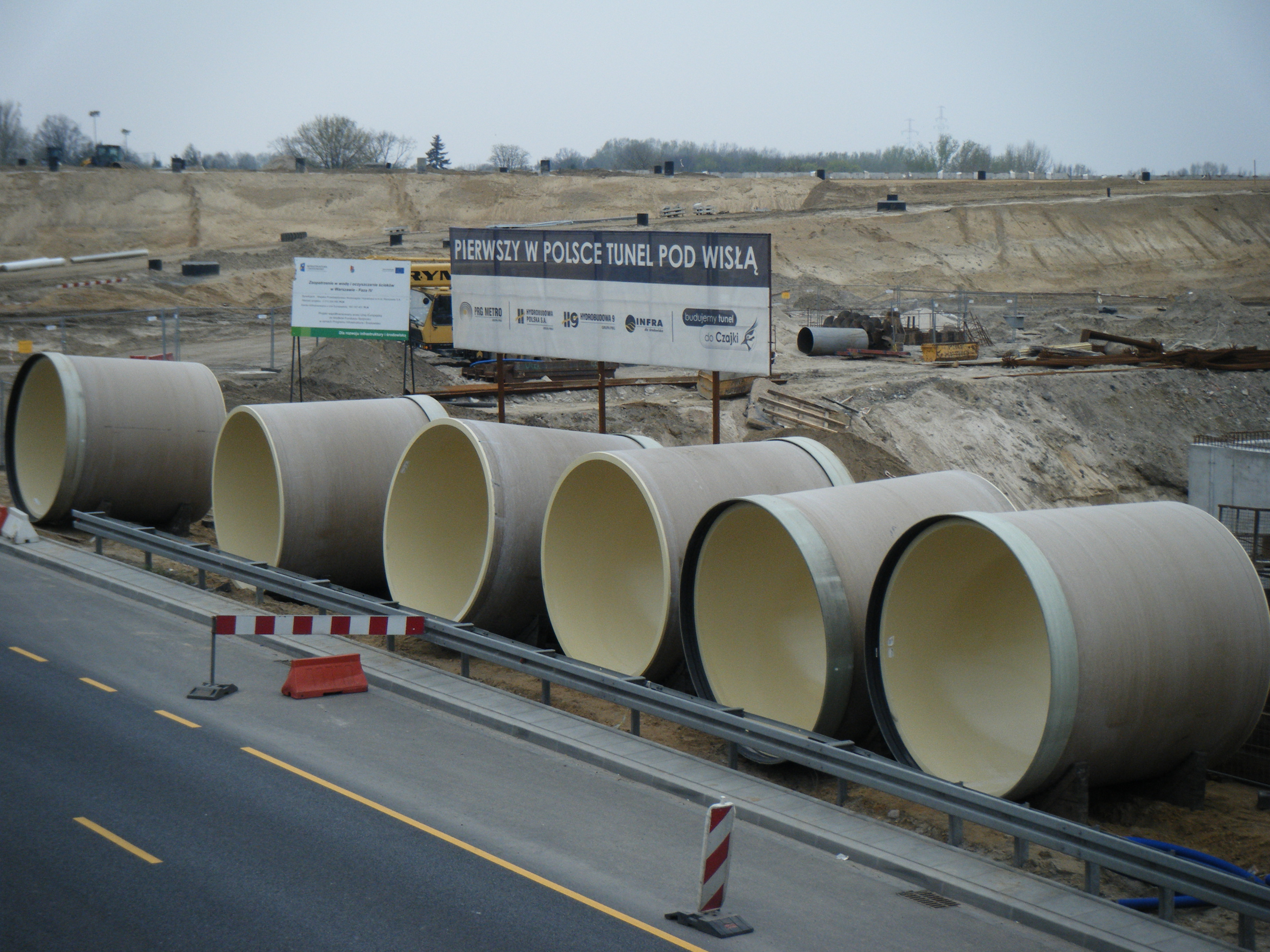
Budowa tunelu pod dnem Wisły (2011)

Zakład rozpoczął działalność w 1991. W związku z zaostrzeniem przepisów dotyczących ochrony środowiska oczyszczalnia musiała zostać zmodernizowana. Decyzja o rozbudowie oczyszczalni została podjęta uchwałami Rady m.st. Warszawy odpowiednio w roku 1999 i 2005, gdy odrzucono projekt budowy nowej oczyszczalni na lewym brzegu Wisły. W styczniu 2008 zawarta została umowa na jej rozbudowę i unowocześnienie. Głównym wykonawcą została spółka Warbud. Modernizacja obejmowała dostosowanie obiektu do obowiązujących norm, zwiększenie przepustowości oraz przyjęcie całości maksymalnego przepływu z wodami opadowymi. Włączono również do systemu centralną i północną część lewobrzeżnej Warszawy (południowa jest od 2005 obsługiwana przez drugą, znacznie mniejszą, Oczyszczalnię Ścieków „Południe“ w dzielnicy Wilanów). W tym celu 10 m pod dnem Wisły wybudowano tunel o długości 1,3 km i średnicy 4,5 m. Umieszczono w nim dwa rurociągi (kolektory), podstawowy i rezerwowy, o średnicy 1,60 m każdy. Budowę układu przesyłowego ścieków pod dnem rzeki umożliwiło wpisanie go na listę przedsięwzięć niezbędnych do przeprowadzenia finałowego turnieju Mistrzostw Europy w Piłce Nożnej 2012. Aby ograniczyć ilość odpadów, obok oczyszczalni powstała Stacja Termicznej Utylizacji Osadów Ściekowych (STUOŚ). Metodą wybraną w stacji została technologia spalania w złożu fluidalnym. STUOŚ pozwala zmniejszyć ponad 10-krotnie ilość produkowanych odpadów (z 200 tys. ton/rok do około 20 tys. ton/rok).
Rozbudowa zakładu zakończyła się w 2012. Koszt rozbudowy oczyszczalni, budowy zakładu spalania osadów oraz ułożenia systemu rur dostarczających ścieki wyniósł ok. 3,7 mld zł. Była to jedna z największych stołecznych inwestycji współfinansowanych ze środków Unii Europejskiej. Po jej zakończeniu „Czajka” stała się największą oczyszczalnią ścieków w Polsce. Rozbudowany zakład zajmuje powierzchnię 52,7 ha i może przyjąć 435 tys. m³ ścieków na dobę.
W 2020 zakończono budowę zbiornika retencyjnego o pojemności 80 tys. m³ zlokalizowanego na terenie oczyszczalni.

## Awarie
Na przełomie listopada i grudnia 2018 w związku z awarią rekuperatorów STUOŚ została wyłączona z eksploatacji. Stacja została ponownie uruchomiona w grudniu 2019.
W dniach 27 i 28 sierpnia 2019 doszło do awarii obydwu kolektorów znajdujących się w tunelu pod dnem Wisły. W wyniku tego 28 sierpnia rozpoczęto zrzut do rzeki nieoczyszczonych ścieków pochodzących z obsługiwanych przez oczyszczalnię terenów lewobrzeżnych. Od 31 sierpnia 2019 wszystkie ścieki, które w związku z awarią trafiały do Wisły, były dezynfekowane poprzez proces ozonowania, dzięki czemu ograniczono wpływ na jakość wody w Wiśle.
3 września 2019 żołnierze 2 Inowrocławskiego Pułku Inżynieryjnego zakończyli zleconą przez rząd budowę mostu pontonowego na Wiśle, na którym zaplanowano ułożenie tymczasowego zastępczego rurociągu transportującego ścieki do „Czajki”. Awaryjny rurociąg na moście pontonowym został uruchomiony 9 września, a 14 września osiągnął on pełną wydajność i zrzut nieoczyszczonych ścieków do rzeki został wstrzymany. Naprawa układu przesyłowego ścieków rurociągami pod dnem Wisły została zakończona w listopadzie 2019. 16 listopada 2019 przełączono przesyłanie nieczystości z tymczasowego rurociągu do naprawionej instalacji.

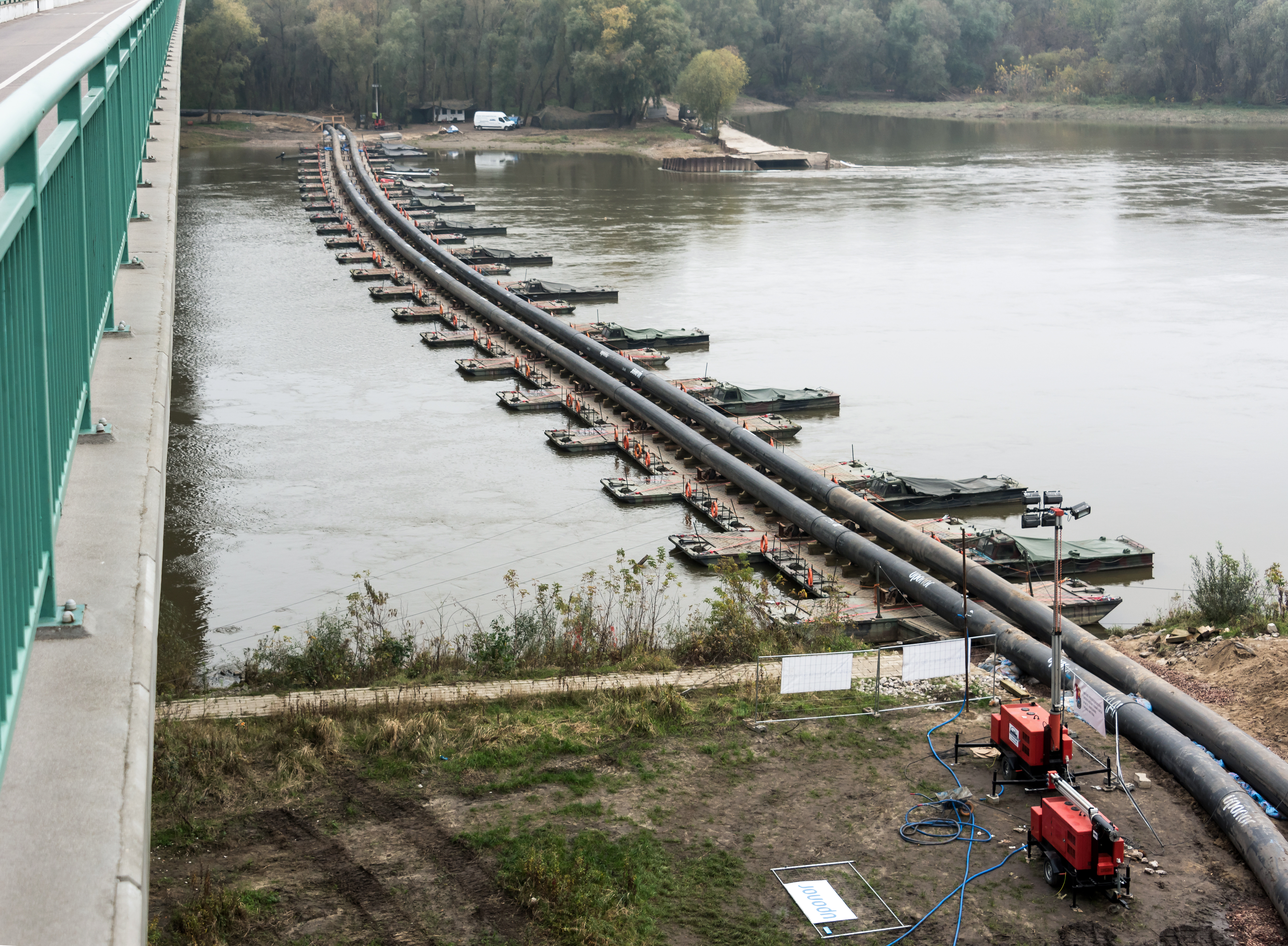
Most pontonowy z rurociągiem zbudowany podczas awarii rurociągów pod dnem Wisły w 2020, widok z mostu Marii Skłodowskiej-Curie w kierunku Bielan

29 sierpnia 2020 doszło do kolejnej awarii kolektorów w tunelu pod Wisłą, transportujących ścieki do „Czajki”, w wyniku której nastąpił zrzut ścieków do rzeki, które od razu były poddawane ozonowaniu. 13 grudnia 2020 przepływ ścieków z tymczasowego układu przesyłowego ułożonego ponownie na moście pontonowym został przełączony do nowego, wydrążonego pod Wisłą stalowego rurociągu alternatywnego o średnicy 1,2 metra.
Kolektory zbudowało w 2010 roku konsorcjum czterech przedsiębiorstw: PRG Metro, Hydrobudowa Polska, Hydrobudowa 9 i Infra, z których trzy pierwsze ogłosiły upadłość w trakcie realizacji projektu, a czwarte kilka lat później. Według Miejskiego Przedsiębiorstwa Wodociągów i Kanalizacji (MPWiK) przyczyną awarii z 2020 roku był błąd w projekcie zleconym w 2006 roku polegający na braku zaprojektowania odpowiedniego drenażu. Z kolei w ocenie Najwyższej Izby Kontroli (NIK) MPWiK popełniło błędy w procesie projektowania, budowy i eksploatacji podziemnych kolektorów transportujących ścieki do oczyszczalni, a Prezydent m.st. Warszawy nie wykorzystał wszystkich środków kontroli i nadzoru nad przedsiębiorstwem. Zdaniem Izby MPWiK nierzetelnie monitorowało budowę układu przesyłowego pod Wisłą, w sposób niedostateczny analizowało dokumentację tworzoną w ramach budowy i nierzetelnie zweryfikowało raport końcowy inżyniera kontraktu. Z uwagi na narażenie przez MPWIK zdrowia lub życia ludzi przebywających w układzie przesyłowym pod Wisłą w czasie obu awarii w lipcu 2021 roku NIK skierowała zawiadomienie do Prokuratury Rejonowej Warszawa Żoliborz o uzasadnionym podejrzeniu przestępstw. Z kolei Izba pozytywnie oceniła działania podjęte w MPWiK i Urzędzie m.st. Warszawy w celu ustalenia przyczyn awarii z 2019 roku i postępowania w celu ograniczenia jej skutków dla środowiska.
W związku z podejrzeniem popełnienia przestępstwa polegającego na sporządzeniu fałszywej opinii przez niektórych biegłych NIK, MPWiK złożyło zawiadomienie do prokuratury w tej sprawie.
Do 2024 prokuratura nie postawiła nikomu zarzutów dotyczących awarii. W tym samym roku zakończono najważniejsze prace związane z odbudową kolektorów pod dnem Wisły. Zastosowano w nim rury ze stali (zamiast rur z tworzywa GRP, które zostały usunięte) oraz zainstalowano resory absorbujące ich drgania i ażurowy pomost umożliwiający ich inspekcję z zewnątrz.